# Madonna z kądzielą

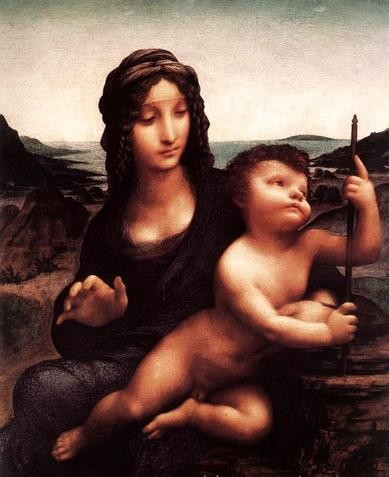
Kopia Madonny z kądzielą

Madonna z kądzielą (wł. Madonna dei Fusi, ang. Madonna of the Yarnwinder; w Polsce znana również pod nazwami Madonna z kołowrotkiem lub Madonna z wrzecionem) – obraz olejny ok. 1501 roku, namalowany przez Leonarda da Vinci. Znajduje się w zbiorach Scottish National Gallery.

## Opis
Madonna z kądzielą przedstawia Madonnę siedzącą tak, jakby zabierania się do uwinięcia przędzy na kądziel. Dziecko opiera stopę o koszyk z przędzą i z kądzielą w rączkach. Kądziel ma kształt krzyża. Dziecko uważnie przypatruje się kądzieli, ściska je tak, jakby nie chciał go oddać matce. Madonna obejmuje dziecko lewą ręką, prawą unosi w geście ochrony, jej spojrzenie wyraża miłość do syna. Dziecko nie dostrzega prawej dłoni matki Niebo jest rozświetlone, w tle znajduje się pejzaż górski.
Wymiary obrazu wynoszą 50,2 na 36,4 cm.

## Historia powstania obrazu
Oryginalny obraz powstał w okresie, w którym Leonardo poświęcił niewiele czasu na malarstwo, skupiając swoją uwagę na studia (m.in. matematyczne). Obraz został zamówiony prawdopodobnie przez Florimunda Roberteta, sekretarza stanu króla Francji Ludwika XII, sprawującego władzę nad Mediolanem od 1499 roku. Podczas prac nad Madonną z kądzielą Leonardo rezygnował z innych zamówień z powodu bliżej nieokreślonych zobowiązań wobec króla Francji. O obrazie wspominał Pietro Novellara w piśmie do markizy Mantui Izabeli d’Este z dnia 14 kwietnia 1501 roku. Podczas pobytu Leonarda w Mediolanie obraz oglądał król Ludwik XII, który zachwycony talentem Leonarda poprosił malarza, by ten nie opuszczał Mediolanu i namalował dla niego inne dzieło. W liście Ludwika XII do florenckiej Signorii z 14 stycznia 1507 roku domaga się, by Leonardo nie opuszczał Mediolanu dopóki nie namaluje obrazu. Prawdopodobnie opracował on ogólny projekt, zarys postaci i skałę na pierwszym planie.
W 1980 roku historyk sztuki Martin Kemp wykazał, że obraz jest dziełem Leonarda. 27 sierpnia 2003 roku obraz należący wówczas do Waltera Francisza Johna Montagu Douglasa Scotta, 9. księcia Buccleuch został skradziony z jego zamku w Dumfries and Galloway, gdzie był udostępniony do zwiedzania. Cztery lata później, w październiku 2007 roku, odnalazła go szkocka policja.

## Kopie
Obraz doczekał się kilkudziesięciu wersji wykonanych przez Leonarda lub jego uczniów i naśladowców. Nadal są spory co do autorstwa poszczególnych wersji obrazu. Leonardo prawdopodobnie namalował wersje znane jako Madonna Buccleuch i Madonna Lansdowne. Jeden z obrazów otrzymał król Francji w 1507 roku. Inną kopię obrazu posiadał Giacomo Caprotti.